# Cassolnovo
Cassolnovo ist eine norditalienische Gemeinde (comune) in der Provinz Pavia in der Lombardei. Die Gemeinde liegt etwa 34 Kilometer nordwestlich von Pavia, etwa 32 Kilometer westsüdwestlich von Mailand und etwa 17,5 Kilometer südöstlich von Novara am Ticino. Cassolnovo grenzt unmittelbar an die Metropolitanstadt Mailand und die Provinz Novara sowie an den Parco naturale lombardo della Valle del Ticino.
Cassolnovo grenzt außerdem an folgende Gemeinden: Abbiategrasso, Cerano, Grave Lomellina, Sozzago, Terdobbiate, Tornaco, Vigevano.

## Ortsteile
Im Gemeindegebiet liegen neben dem Hauptort die Wohnplätze Villanova und Villareale.